# Reichenbach (Turingia)
Reichenbach è un comune di 876 abitanti della Turingia, in Germania.
Appartiene al circondario della Saale-Holzland (targa SHK) ed è parte della comunità amministrativa (Verwaltungsgemeinschaft) di Hermsdorf.